# Władysław Ficke
Władysław Wilhelm Ficke właśc. Władysław Wilhelm Fitzke (ur. 20 września 1881 w Warszawie, zm. po 1945) – naczelnik więzienia przy Rakowieckiej w okresie międzywojennym i podczas okupacji niemieckiej.

## Życiorys

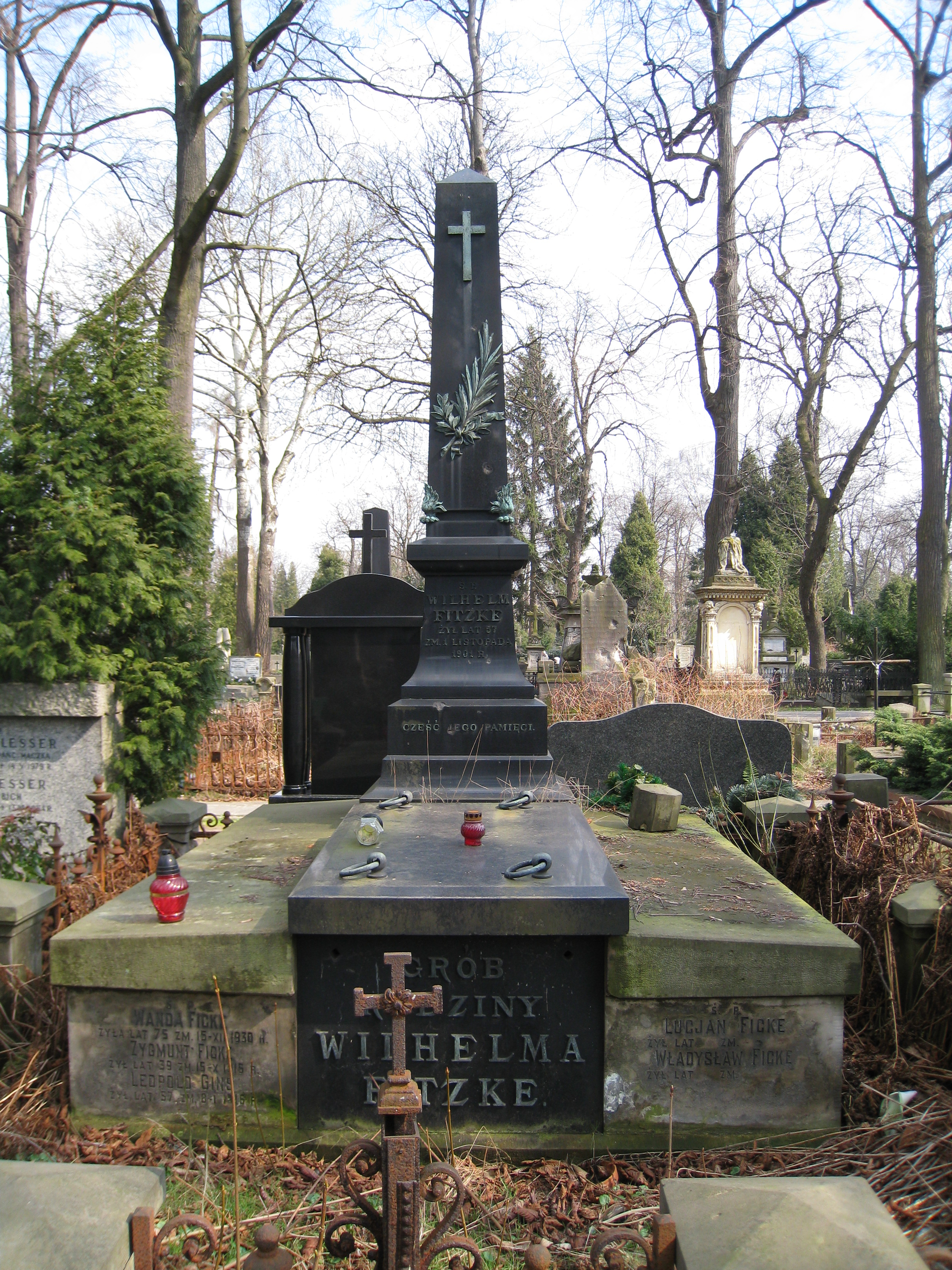
Grobowiec rodziny Fitzke na Cmentarzu Ewangelicko-Augsburskim w Warszawie (al.V/1/28), pochowani: Wilhelm, Wanda i Zygmunt Fitzke, Władysław i Julian Lucjan nie zostali tam pochowani

Był synem Wilhelma Henryka Fitzke (1844–1901), ewangelika, właściciela sklepu meblowego w Warszawie przy ul. Nowy Świat 30 i Wandy z Ginsów (1855–1930), katoliczki, pochodzącej z zasymilowanej rodziny żydowskiej, bratanicy Aleksandra Ginsa.
Ukończył gimnazjum realne oraz kursy handlowe, przez pewien czas prowadził własne biuro handlowe z artykułami tabacznymi. Po odzyskaniu przez Polskę niepodległości zgłosił się do służby więziennej. W dniu 11 listopada 1918 r. przejął od Niemców więzienie Pawiak, a od 1 stycznia 1920 do 31 marca 1939 r. pełnił funkcję naczelnika więzienia przy Rakowieckiej. Po wybuchu wojny, w październiku 1939 r. został ponownie powołany przez ówczesnego szefa więziennictwa na stanowisko naczelnika więzienia mokotowskiego. Faktyczne kierownictwo znajdowało się w rękach niemieckich, a Władysław Ficke zajmował się jedynie sprawami administracyjnymi i finansowymi. Pełnił tę służbę do wybuchu powstania warszawskiego. We wrześniu został wywieziony do obozu w Pruszkowie.

Po zakończeniu wojny został znów powołany do służby więziennej przez Departament Więziennictwa i Obozów Ministerstwa Bezpieczeństwa Publicznego. Nie zdążył podjąć pracy, bowiem 5 kwietnia 1945 r. został aresztowany i osadzony w areszcie tymczasowym w więzieniu Powiatowego Urzędu Bezpieczeństwa Publicznego w Pruszkowie. Zarzucano mu, że podczas pełnienia stanowiska naczelnika więzienia, idąc na rękę władzom nazistowskim, działał na szkodę osadzonych w więzieniu na Mokotowie m. Warszawy podczas okupacji niemieckiej, to jest o czyny z art. 1 Dekretu z dnia 31 sierpnia 1944 r. Po przesłuchaniu został przekazany do dyspozycji prokuratora Specjalnego Sądu Karnego i osadzony w więzieniu  karno-śledczym na Pradze. Po dwukrotnym przesłuchaniu przez oficera śledczego Józefa Lindorfa został zwolniony w dniu 15 maja 1945 r. Ostatecznie śledztwo zostało umorzone w dniu 1 września 1946 r.

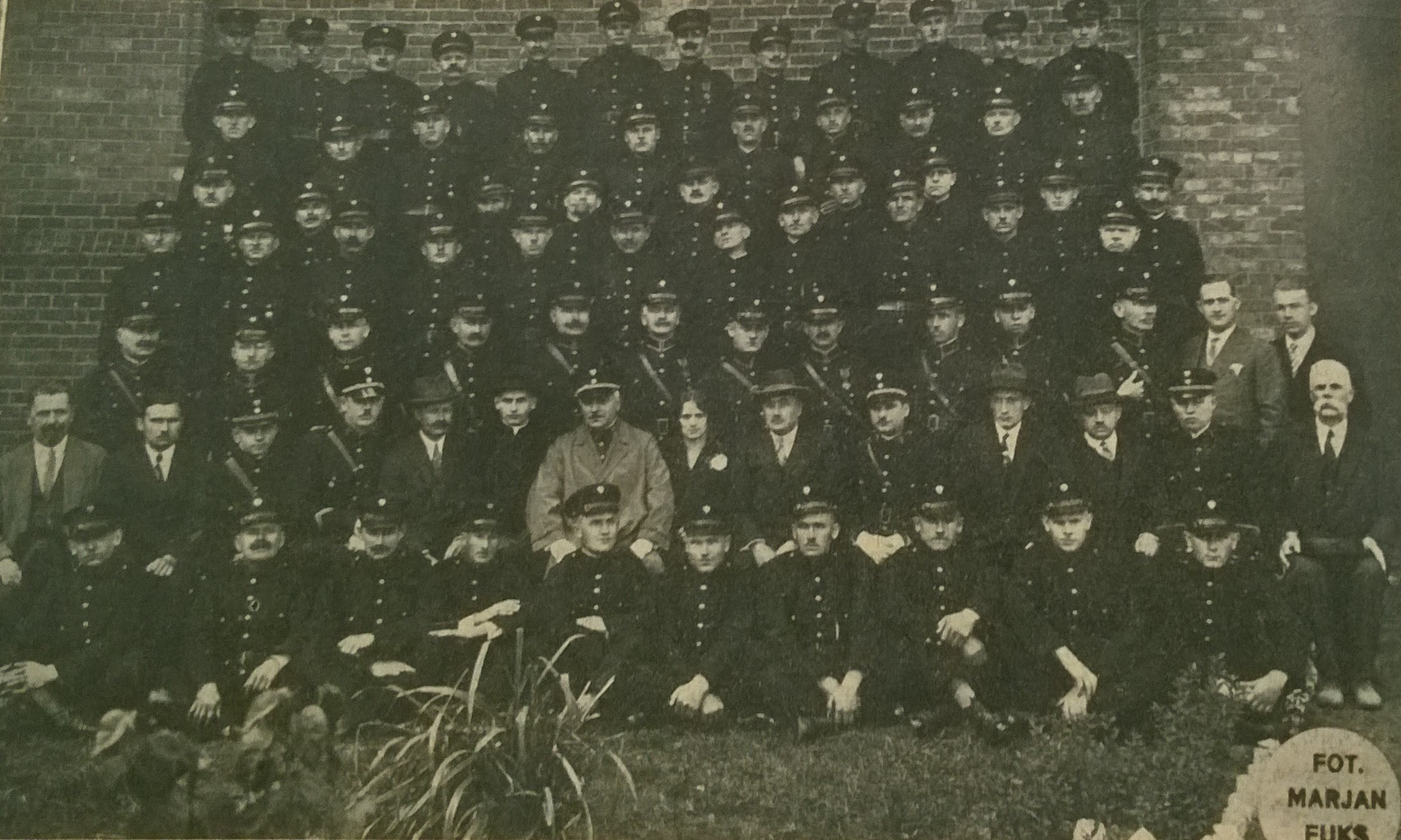
Personel więzienia przy Rakowieckiej, ok. 1925 r. (pośrodku prawdopodobnie Władysław Ficke)

Dokładna data i miejsce śmierci oraz miejsce pochówku Władysława Ficke nie jest znane.

### Rodzina
Żona Eugenia (?–po 1945); bracia: Zygmunt Wilhelm (1876–1915) – urzędnik Banku Handlowego, Julian Lucjan (1879–1943) – chemik, dyrektor działu ogniowego Powszechnego Zakładu Ubezpieczeń Wzajemnych, zamordowany przez Niemców razem z synem Tadeuszem w egzekucji 3 grudnia 1943 r. na ul. Puławskiej 21/23 w Warszawie (przy zajezdni tramwajowej).

## Ordery i odznaczenia
- Złoty Krzyż Zasługi (11 listopada 1934)[5]
- Srebrny Krzyż Zasługi